# Lynch Island
Lynch Island ist eine kleine Insel im Archipel der Südlichen Orkneyinseln. Sie steht wegen ihrer ausgedehnten Rasen aus Antarktischer Schmiele als Antarctic Specially Protected Area No. 110 unter dem besonderen Schutz des Antarktisvertrags.

## Geographie
Die Insel liegt im äußersten Osten der Marshall Bay, etwa 200 m vor der Küste von Coronation Island und 2,4 km nördlich von Signy Island. Sie ist etwa 500 m lang, 350 m breit und besitzt eine Fläche von 10 Hektar. Lynch Island ist auf drei Seiten von bis zu 20 m hohen Kliffs umgeben. Im Norden folgt auf ein niedriges, nur 5 bis 8 Meter hohes Kliff eine Felsterrasse, die moderat auf ein 40 bis 50 Meter hohes Plateau ansteigt. Ihre größte Höhe erreicht die Insel mit 57 m in der Nahe ihrer Südküste. Von einem Strand an der östlichen Nordküste kann das Plateau relativ bequem erreicht werden. Einige Schmelzwasserrinnen führen im Sommer Wasser, es gibt jedoch keine ganzjährigen Bäche.

## Naturschutz
Lynch Island wurde bereits 1966 auf Vorschlag Großbritanniens als Specially Protected Area No. 14 unter Schutz gestellt. Bis zu diesem Zeitpunkt war die Insel menschlichen Einflüssen kaum ausgesetzt. Ein erster Verwaltungsplan trat 1991 in Kraft.
Als besonders schützenswert gilt die Vegetation der Insel. Die bis zu 15 m × 50 m großen Rasenflächen aus Antarktischer Schmiele (Deschampsia antarctica) stellen die größten Bestände dieser Art auf den Südlichen Orkneyinseln dar und gehören zu den ausgedehntesten und dichtesten im Geltungsbereich des Antarktisvertrags. Auch die zweite antarktische Blütenpflanze, der Antarktische Perlwurz (Colobanthus quitensis), kommt in großer Zahl auf der Insel vor. Daneben gibt es vor allem im Nordosten flache, aber zum Teil ausgedehnte Teppiche der Moosarten Chorisodontium aciphyllum und Polytrichum strictum (Steifblättriges Frauenhaar).
Auf Lynch Island gibt es keine Kolonien von Pinguinen oder anderen Vögeln. Es wurden aber einzelne Brutpaare der Subantarktikskua, der Dominikanermöwe, des Kapsturmvogels, des Schneesturmvogels und der Buntfuß-Sturmschwalbe beobachtet. Seit den 1980er Jahren wurde auf der Insel eine zunehmende Zahl an jungen Männchen des Antarktischen Seebären ausgemacht, die bereits schwere Schäden an den Moosteppichen im Nordosten verursacht haben.

## Geschichte
Der norwegische Walfängerkapitän Petter Sørlle kartierte die Insel grob im Sommer 1912/1913. Ihren heutigen Namen bekam sie nach der Vermessung durch den Falkland Islands Dependencies Survey. Er erinnert an den amerikanischen Robbenjäger Thomas Bowen Lynch (1832–1920), der die Südlichen Orkneyinseln 1880 mit dem Schoner Express besuchte.